# The Wailing Wailers
The Wailing Wailers è il primo album del gruppo musicale giamaicano The Wailers, di cui faceva parte anche Bob Marley, sotto etichetta Studio One.

## Tracce

### Lato A
1. I'm Gonna Put It On (Marley) - 1965
2. I Need You (Marley) - 1964
3. Lonesome Feeling (Marley/Livingston) - 1964
4. What's New Pussycat (Bacharach/David) - 1965
5. One Love (Marley) - 1965
6. When The Well Runs Dry (trad. arr. Livingston) - 1966

### Lato B
1. Ten Commandments Of Love (Paul) - 1965
2. Rude Boy (Marley) - 1965
3. It Hurts To Be Alone (Marley) - 1964
4. Love And Affection (Marley/Livingston) - 1965
5. I'm Still Waiting (Marley) - 1965
6. Simmer Down (Marley) - 1964

## Formazione
- Lloyd Knibbs - batteria
- Lloyd Brevett - basso
- Bob Marley - voce e chitarra
- Jerome "Jah Jerry" Haines - chitarra
- Lyn Taitt - chitarra
- Ernest Ranglin - chitarra (in It Hurts to Be Alone)
- Jackie Mittoo - tastiera
- Roland Alphonso - sassofono
- Tommy Mc Cook - sassofono
- Lester Sterling - sassofono
- Dennis "Ska" Campbell - sassofono
- Don Drummond - trombone
- Johnny "Dizzy" Moore - tromba